# Liste der Nummer-eins-Hits in Belgien (2019)
Dies ist eine Liste der Nummer-eins-Hits in Belgien im Jahr 2019. Für die niederländischsprachigen Landesteile (Flandern) und die französischsprachigen Landesteile (Wallonie) werden getrennte Charts ermittelt. Veröffentlicht werden die Charts von Ultratop, das auf Initiative der Belgian Entertainment Association (BEA), der Vereinigung der Musik-, Film- und Spieleindustrie des Landes, entstanden ist.

## Flandern

### Singles
| ← 2018 ← | Liste der Nummer-eins-Hits in Belgien (Flandern) | Liste der Nummer-eins-Hits in Belgien (Flandern)  | Liste der Nummer-eins-Hits in Belgien (Flandern)                                                      | 2020 →                    |
| \| Zeitraum \| Wo. ges. \| Interpret \| Titel Autor(en) \| Zusätzliche Informationen \| \| (Zeitraum, Wochen auf Platz eins, Interpret, Titel, Autor[en], zusätzliche Informationen) \| \| \| \| \| \| ----------------------------------------------------------------------------------------- \| -------- \| ------------------------------------------------- \| ----------------------------------------------------------------------------------------------------- \| ------------------------- \| \| 1. Dezember 2018 – 15. März 2019 15 Wochen \| 15 \| Ava Max \| Sweet but Psycho Ava Max, William Lobban Bean, Andreas Andersen Haukeland, Madison Love, Henry Walter \| – \| \| 16. März 2019 – 3. Mai 2019 7 Wochen \| 7 \| Calvin Harris & Rag ’n’ Bone Man \| Giant Adam Wiles, Rory Graham, Jamie Hartman, Troy Miller \| – \| \| 4. Mai 2019 – 19. Juli 2019 11 Wochen \| 11 \| Lil Nas X \| Old Town Road Montero Hill, Trent Reznor, Atticus Ross \| – \| \| 20. Juli 2019 – 27. September 2019 10 Wochen \| 10 \| Marco Borsato, Armin van Buuren & Davina Michelle \| Hoe het danst Armin van Buuren, Benno de Goey, John Ewbank \| – \| \| 28. September 2019 – 24. Januar 2020 17 Wochen \| 17 \| Tones and I \| Dance Monkey Toni Watson \| – \| |                                                  |                                                   | |                           |
| ← 2018 |                                                  |                                                   | | → 2020 →                  |
| Zeitraum | Wo. ges.                                         | Interpret                                         | Titel Autor(en)                                                                                       | Zusätzliche Informationen |
| (Zeitraum, Wochen auf Platz eins, Interpret, Titel, Autor[en], zusätzliche Informationen) |                                                  |                                                   | |                           |
| 1. Dezember 2018 – 15. März 2019 15 Wochen | 15                                               | Ava Max                                           | Sweet but Psycho Ava Max, William Lobban Bean, Andreas Andersen Haukeland, Madison Love, Henry Walter | –                         |
| 16. März 2019 – 3. Mai 2019 7 Wochen | 7                                                | Calvin Harris & Rag ’n’ Bone Man                  | Giant Adam Wiles, Rory Graham, Jamie Hartman, Troy Miller                                             | –                         |
| 4. Mai 2019 – 19. Juli 2019 11 Wochen | 11                                               | Lil Nas X                                         | Old Town Road Montero Hill, Trent Reznor, Atticus Ross                                                | –                         |
| 20. Juli 2019 – 27. September 2019 10 Wochen | 10                                               | Marco Borsato, Armin van Buuren & Davina Michelle | Hoe het danst Armin van Buuren, Benno de Goey, John Ewbank                                            | –                         |
| 28. September 2019 – 24. Januar 2020 17 Wochen | 17                                               | Tones and I                                       | Dance Monkey Toni Watson                                                                              | –                         |

### Alben
| ← 2018 ← | Liste der Nummer-eins-Hits in Belgien (Flandern) | Liste der Nummer-eins-Hits in Belgien (Flandern) | Liste der Nummer-eins-Hits in Belgien (Flandern) | 2020 →                    |
| \| Zeitraum \| Wo. ges. \| Interpret \| Titel \| Zusätzliche Informationen \| \| (Zeitraum, Wochen auf Platz eins, Interpret, Titel, zusätzliche Informationen) \| \| \| \| \| \| ------------------------------------------------------------------------------ \| -------- \| --------------------------- \| ---------------------------------------- \| ------------------------- \| \| 15. Dezember 2018 – 1. Februar 2019 7 Wochen (insgesamt 16) \| 16 \| Niels Destadsbader \| Dertig \| – \| \| 2. Februar 2019 – 15. Februar 2019 2 Wochen \| 2 \| Balthazar \| Fever \| – \| \| 16. Februar 2019 – 1. März 2019 2 Wochen \| 2 \| Ariana Grande \| Thank U, Next \| – \| \| 2. März 2019 – 8. März 2019 1 Woche (insgesamt 2) \| 2 \| Lady Gaga & Bradley Cooper \| A Star Is Born \| – \| \| 9. März 2019 – 15. März 2019 1 Woche \| 1 \| Zwangere Guy \| Wie is Guy? \| – \| \| 16. März 2019 – 22. März 2019 1 Woche (insgesamt 2) \| 2 \| Lady Gaga & Bradley Cooper \| A Star Is Born \| – \| \| 23. März 2019 – 5. April 2019 2 Wochen (insgesamt 5) \| 5 \| #LikeMe Cast \| #LikeMe – Seizoen 1 \| – \| \| 6. April 2019 – 12. April 2019 1 Woche (insgesamt 4) \| 4 \| Billie Eilish \| When We All Fall Asleep, Where Do We Go? \| – \| \| 13. April 2019 – 3. Mai 2019 3 Wochen (insgesamt 5) \| 5 \| #LikeMe Cast \| #LikeMe – Seizoen 1 \| – \| \| 4. Mai 2019 – 10. Mai 2019 1 Woche \| 1 \| Pink \| Hurts 2B Human \| – \| \| 11. Mai 2019 – 24. Mai 2019 2 Wochen (insgesamt 4) \| 4 \| Billie Eilish \| When We All Fall Asleep, Where Do We Go? \| – \| \| 25. Mai 2019 – 7. Juni 2019 2 Wochen (insgesamt 5) \| 5 \| Rammstein \| Unbetitelt \| – \| \| 8. Juni 2019 – 14. Juni 2019 1 Woche \| 1 \| Verschiedene Interpreten \| Liefde voor muziek (2019) \| – \| \| 15. Juni 2019 – 21. Juni 2019 1 Woche \| 1 \| Avicii \| Tim \| – \| \| 22. Juni 2019 – 28. Juni 2019 1 Woche \| 1 \| Bruce Springsteen \| Western Stars \| – \| \| 29. Juni 2019 – 19. Juli 2019 3 Wochen (insgesamt 5) \| 5 \| Rammstein \| Rammstein \| – \| \| 20. Juli 2019 – 9. August 2019 3 Wochen \| 3 \| Ed Sheeran \| No.6 Collaborations Project \| – \| \| 10. August 2019 – 16. August 2019 1 Woche \| 1 \| Volbeat \| Rewind, Replay, Rebound \| – \| \| 17. August 2019 – 23. August 2019 1 Woche \| 1 \| Slipknot \| We Are Not Your Kind \| – \| \| 24. August 2019 – 30. August 2019 1 Woche (insgesamt 4) \| 4 \| Billie Eilish \| When We All Fall Asleep, Where Do We Go? \| – \| \| 31. August 2019 – 6. September 2019 1 Woche \| 1 \| Taylor Swift \| Lover \| – \| \| 7. September 2019 – 13. September 2019 1 Woche \| 1 \| Tool \| Fear Inoculum \| – \| \| 14. September 2019 – 4. Oktober 2019 3 Wochen \| 3 \| Post Malone \| Hollywood’s Bleeding \| – \| \| 5. Oktober 2019 – 11. Oktober 2019 1 Woche (insgesamt 2) \| 2 \| The Beatles \| Abbey Road \| – \| \| 12. Oktober 2019 – 18. Oktober 2019 1 Woche \| 1 \| Nick Cave and the Bad Seeds \| Ghosteen \| – \| \| 19. Oktober 2019 – 25. Oktober 2019 1 Woche (insgesamt 2) \| 2 \| The Beatles \| Abbey Road \| – \| \| 26. Oktober 2019 – 15. November 2019 3 Wochen (insgesamt 8) \| 8 \| Niels Destadsbader \| Boven de wolken \| – \| \| 16. November 2019 – 22. November 2019 1 Woche \| 1 \| Clouseau \| Tweesprong \| – \| \| 23. November 2019 – 29. November 2019 1 Woche \| 1 \| K3 \| Dromen \| – \| \| 30. November 2019 – 6. Dezember 2019 1 Woche \| 1 \| Coldplay \| Everyday Life \| – \| \| 7. Dezember 2019 – 13. Dezember 2019 1 Woche \| 1 \| Leonard Cohen \| Thanks for the Dance \| – \| \| 14. Dezember 2019 – 20. Dezember 2019 1 Woche \| 1 \| Zwangere Guy \| Brutaal \| – \| \| 21. Dezember 2019 – 17. Januar 2020 4 Wochen (insgesamt 8) \| 8 \| Niels Destadsbader \| Boven de wolken \| – \| |                                                  |                                                  |                                                  |                           |
| ← 2018 |                                                  |                                                  |                                                  | → 2020 →                  |
| Zeitraum | Wo. ges.                                         | Interpret                                        | Titel                                            | Zusätzliche Informationen |
| (Zeitraum, Wochen auf Platz eins, Interpret, Titel, zusätzliche Informationen) |                                                  |                                                  |                                                  |                           |
| 15. Dezember 2018 – 1. Februar 2019 7 Wochen (insgesamt 16) | 16                                               | Niels Destadsbader                               | Dertig                                           | –                         |
| 2. Februar 2019 – 15. Februar 2019 2 Wochen | 2                                                | Balthazar                                        | Fever                                            | –                         |
| 16. Februar 2019 – 1. März 2019 2 Wochen | 2                                                | Ariana Grande                                    | Thank U, Next                                    | –                         |
| 2. März 2019 – 8. März 2019 1 Woche (insgesamt 2) | 2                                                | Lady Gaga & Bradley Cooper                       | A Star Is Born                                   | –                         |
| 9. März 2019 – 15. März 2019 1 Woche | 1                                                | Zwangere Guy                                     | Wie is Guy?                                      | –                         |
| 16. März 2019 – 22. März 2019 1 Woche (insgesamt 2) | 2                                                | Lady Gaga & Bradley Cooper                       | A Star Is Born                                   | –                         |
| 23. März 2019 – 5. April 2019 2 Wochen (insgesamt 5) | 5                                                | #LikeMe Cast                                     | #LikeMe – Seizoen 1                              | –                         |
| 6. April 2019 – 12. April 2019 1 Woche (insgesamt 4) | 4                                                | Billie Eilish                                    | When We All Fall Asleep, Where Do We Go?         | –                         |
| 13. April 2019 – 3. Mai 2019 3 Wochen (insgesamt 5) | 5                                                | #LikeMe Cast                                     | #LikeMe – Seizoen 1                              | –                         |
| 4. Mai 2019 – 10. Mai 2019 1 Woche | 1                                                | Pink                                             | Hurts 2B Human                                   | –                         |
| 11. Mai 2019 – 24. Mai 2019 2 Wochen (insgesamt 4) | 4                                                | Billie Eilish                                    | When We All Fall Asleep, Where Do We Go?         | –                         |
| 25. Mai 2019 – 7. Juni 2019 2 Wochen (insgesamt 5) | 5                                                | Rammstein                                        | Unbetitelt                                       | –                         |
| 8. Juni 2019 – 14. Juni 2019 1 Woche | 1                                                | Verschiedene Interpreten                         | Liefde voor muziek (2019)                        | –                         |
| 15. Juni 2019 – 21. Juni 2019 1 Woche | 1                                                | Avicii                                           | Tim                                              | –                         |
| 22. Juni 2019 – 28. Juni 2019 1 Woche | 1                                                | Bruce Springsteen                                | Western Stars                                    | –                         |
| 29. Juni 2019 – 19. Juli 2019 3 Wochen (insgesamt 5) | 5                                                | Rammstein                                        | Rammstein                                        | –                         |
| 20. Juli 2019 – 9. August 2019 3 Wochen | 3                                                | Ed Sheeran                                       | No.6 Collaborations Project                      | –                         |
| 10. August 2019 – 16. August 2019 1 Woche | 1                                                | Volbeat                                          | Rewind, Replay, Rebound                          | –                         |
| 17. August 2019 – 23. August 2019 1 Woche | 1                                                | Slipknot                                         | We Are Not Your Kind                             | –                         |
| 24. August 2019 – 30. August 2019 1 Woche (insgesamt 4) | 4                                                | Billie Eilish                                    | When We All Fall Asleep, Where Do We Go?         | –                         |
| 31. August 2019 – 6. September 2019 1 Woche | 1                                                | Taylor Swift                                     | Lover                                            | –                         |
| 7. September 2019 – 13. September 2019 1 Woche | 1                                                | Tool                                             | Fear Inoculum                                    | –                         |
| 14. September 2019 – 4. Oktober 2019 3 Wochen | 3                                                | Post Malone                                      | Hollywood’s Bleeding                             | –                         |
| 5. Oktober 2019 – 11. Oktober 2019 1 Woche (insgesamt 2) | 2                                                | The Beatles                                      | Abbey Road                                       | –                         |
| 12. Oktober 2019 – 18. Oktober 2019 1 Woche | 1                                                | Nick Cave and the Bad Seeds                      | Ghosteen                                         | –                         |
| 19. Oktober 2019 – 25. Oktober 2019 1 Woche (insgesamt 2) | 2                                                | The Beatles                                      | Abbey Road                                       | –                         |
| 26. Oktober 2019 – 15. November 2019 3 Wochen (insgesamt 8) | 8                                                | Niels Destadsbader                               | Boven de wolken                                  | –                         |
| 16. November 2019 – 22. November 2019 1 Woche | 1                                                | Clouseau                                         | Tweesprong                                       | –                         |
| 23. November 2019 – 29. November 2019 1 Woche | 1                                                | K3                                               | Dromen                                           | –                         |
| 30. November 2019 – 6. Dezember 2019 1 Woche | 1                                                | Coldplay                                         | Everyday Life                                    | –                         |
| 7. Dezember 2019 – 13. Dezember 2019 1 Woche | 1                                                | Leonard Cohen                                    | Thanks for the Dance                             | –                         |
| 14. Dezember 2019 – 20. Dezember 2019 1 Woche | 1                                                | Zwangere Guy                                     | Brutaal                                          | –                         |
| 21. Dezember 2019 – 17. Januar 2020 4 Wochen (insgesamt 8) | 8                                                | Niels Destadsbader                               | Boven de wolken                                  | –                         |

### Jahreshitparaden
| ← 2018 ← | Liste der Nummer-eins-Hits in Belgien (Flandern) | Liste der Nummer-eins-Hits in Belgien (Flandern)       | Liste der Nummer-eins-Hits in Belgien (Flandern) | 2020 →   |
| \| Singles \| Position# \| Alben \| \| -------------------------------------------------------------------------------------------------------------------------------------------------------------------------------- \| --------- \| ------------------------------------------------------ \| \| Someone You Loved Lewis Capaldi \| 1 \| #LikeMe – Seizoen 1 #LikeMe Cast \| \| Old Town Road Lil Nas X Montero Hill, Trent Reznor, Atticus Ross \| 2 \| When We All Fall Asleep, Where Do We Go? Billie Eilish \| \| Hoe het danst Marco Borsato, Armin van Buuren & Davina Michelle Armin van Buuren, Benno de Goey, John Ewbank \| 3 \| Unbetitelt Rammstein \| \| Bad Guy Billie Eilish Billie O’Connell, Finneas O’Connell \| 4 \| Brol Angèle \| \| Señorita Shawn Mendes & Camila Cabello Shawn Mendes, Camila Cabello, Andrew Wotman, Benjamin Levin, Ali Tamposi, Charlotte Emma Aitchison, Jack Patterson, Magnus August Høiberg \| 5 \| Boven de wolken Niels Destadsbader \| \| Don’t Call Me Up Mabel Mabel McVey, Camille Purcell, Steve Mac \| 6 \| Dertig Niels Destadsbader \| \| Piece of Your Heart Meduza feat. Goodboys Luca de Gregorio, Mattias Vitale, Simone Giani, Conor Blake, Nathan Cross, Joshua Grimmett \| 7 \| A Star Is Born Lady Gaga & Bradley Cooper \| \| Giant Calvin Harris & Rag ’n’ Bone Man Adam Wiles, Rory Graham, Jamie Hartman, Troy Miller \| 8 \| Tweesprong Clouseau \| \| Dance Monkey Tones and I Toni Watson \| 9 \| Leef André Hazes Jr. \| \| I Don’t Care Ed Sheeran & Justin Bieber Ed Sheeran, Justin Bieber, Max Martin, Shellback, Jason Boyd, Fred Gibson \| 10 \| Fever Balthazar \| |                                                  |                                                        |                                                  |          |
| ← 2018 |                                                  |                                                        |                                                  | → 2020 → |
| Singles | Position#                                        | Alben                                                  |                                                  |          |
| Someone You Loved Lewis Capaldi | 1                                                | #LikeMe – Seizoen 1 #LikeMe Cast                       |                                                  |          |
| Old Town Road Lil Nas X Montero Hill, Trent Reznor, Atticus Ross | 2                                                | When We All Fall Asleep, Where Do We Go? Billie Eilish |                                                  |          |
| Hoe het danst Marco Borsato, Armin van Buuren & Davina Michelle Armin van Buuren, Benno de Goey, John Ewbank | 3                                                | Unbetitelt Rammstein                                   |                                                  |          |
| Bad Guy Billie Eilish Billie O’Connell, Finneas O’Connell | 4                                                | Brol Angèle                                            |                                                  |          |
| Señorita Shawn Mendes & Camila Cabello Shawn Mendes, Camila Cabello, Andrew Wotman, Benjamin Levin, Ali Tamposi, Charlotte Emma Aitchison, Jack Patterson, Magnus August Høiberg | 5                                                | Boven de wolken Niels Destadsbader                     |                                                  |          |
| Don’t Call Me Up Mabel Mabel McVey, Camille Purcell, Steve Mac | 6                                                | Dertig Niels Destadsbader                              |                                                  |          |
| Piece of Your Heart Meduza feat. Goodboys Luca de Gregorio, Mattias Vitale, Simone Giani, Conor Blake, Nathan Cross, Joshua Grimmett | 7                                                | A Star Is Born Lady Gaga & Bradley Cooper              |                                                  |          |
| Giant Calvin Harris & Rag ’n’ Bone Man Adam Wiles, Rory Graham, Jamie Hartman, Troy Miller | 8                                                | Tweesprong Clouseau                                    |                                                  |          |
| Dance Monkey Tones and I Toni Watson | 9                                                | Leef André Hazes Jr.                                   |                                                  |          |
| I Don’t Care Ed Sheeran & Justin Bieber Ed Sheeran, Justin Bieber, Max Martin, Shellback, Jason Boyd, Fred Gibson | 10                                               | Fever Balthazar                                        |                                                  |          |

## Wallonie

### Singles
| ← 2018 ← | Liste der Nummer-eins-Hits in Belgien (Wallonie) | Liste der Nummer-eins-Hits in Belgien (Wallonie) | Liste der Nummer-eins-Hits in Belgien (Wallonie)                                                                                                   | 2020 →                    |
| \| Zeitraum \| Wo. ges. \| Interpret \| Titel Autor(en) \| Zusätzliche Informationen \| \| (Zeitraum, Wochen auf Platz eins, Interpret, Titel, Autor[en], zusätzliche Informationen) \| \| \| \| \| \| ----------------------------------------------------------------------------------------- \| -------- \| -------------------------------- \| -------------------------------------------------------------------------------------------------------------------------------------------------- \| ------------------------- \| \| 22. Dezember 2018 – 15. März 2019 12 Wochen \| 12 \| Angèle feat. Roméo Elvis \| Tout oublier Tristan Salvati, Roméo Van Laeken, Angèle Van Laeken \| – \| \| 16. März 2019 – 22. März 2019 1 Woche \| 1 \| Ava Max \| Sweet but Psycho Ava Max, William Lobban Bean, Andreas Andersen Haukeland, Madison Love, Henry Walter \| – \| \| 23. März 2019 – 29. März 2019 1 Woche \| 1 \| Calvin Harris & Rag ’n’ Bone Man \| Giant Adam Wiles, Rory Graham, Jamie Hartman, Troy Miller \| – \| \| 30. März 2019 – 26. April 2019 4 Wochen \| 4 \| PNL \| Au DD Nabil Andrieu, Tarik Andrieu \| – \| \| 27. April 2019 – 14. Juni 2019 7 Wochen \| 7 \| Angèle \| Balance ton quoi Angèle Van Laeken \| – \| \| 15. Juni 2019 – 21. Juni 2019 1 Woche \| 1 \| Nekfeu feat. Damso \| Tricheur Ken Samaras, William Kalubi \| – \| \| 22. Juni 2019 – 13. September 2019 12 Wochen \| 12 \| Lil Nas X \| Old Town Road Montero Hill, Trent Reznor, Atticus Ross \| – \| \| 14. September 2019 – 4. Oktober 2019 3 Wochen \| 3 \| Shawn Mendes & Camila Cabello \| Señorita Shawn Mendes, Camila Cabello, Andrew Wotman, Benjamin Levin, Ali Tamposi, Charlotte Emma Aitchison, Jack Patterson, Magnus August Høiberg \| – \| \| 5. Oktober 2019 – 31. Januar 2020 17 Wochen \| 17 \| Tones and I \| Dance Monkey Toni Watson \| – \| |                                                  |                                                  | |                           |
| ← 2018 |                                                  |                                                  | | → 2020 →                  |
| Zeitraum | Wo. ges.                                         | Interpret                                        | Titel Autor(en) | Zusätzliche Informationen |
| (Zeitraum, Wochen auf Platz eins, Interpret, Titel, Autor[en], zusätzliche Informationen) |                                                  |                                                  | |                           |
| 22. Dezember 2018 – 15. März 2019 12 Wochen | 12                                               | Angèle feat. Roméo Elvis                         | Tout oublier Tristan Salvati, Roméo Van Laeken, Angèle Van Laeken                                                                                  | –                         |
| 16. März 2019 – 22. März 2019 1 Woche | 1                                                | Ava Max                                          | Sweet but Psycho Ava Max, William Lobban Bean, Andreas Andersen Haukeland, Madison Love, Henry Walter                                              | –                         |
| 23. März 2019 – 29. März 2019 1 Woche | 1                                                | Calvin Harris & Rag ’n’ Bone Man                 | Giant Adam Wiles, Rory Graham, Jamie Hartman, Troy Miller                                                                                          | –                         |
| 30. März 2019 – 26. April 2019 4 Wochen | 4                                                | PNL                                              | Au DD Nabil Andrieu, Tarik Andrieu | –                         |
| 27. April 2019 – 14. Juni 2019 7 Wochen | 7                                                | Angèle                                           | Balance ton quoi Angèle Van Laeken | –                         |
| 15. Juni 2019 – 21. Juni 2019 1 Woche | 1                                                | Nekfeu feat. Damso                               | Tricheur Ken Samaras, William Kalubi | –                         |
| 22. Juni 2019 – 13. September 2019 12 Wochen | 12                                               | Lil Nas X                                        | Old Town Road Montero Hill, Trent Reznor, Atticus Ross                                                                                             | –                         |
| 14. September 2019 – 4. Oktober 2019 3 Wochen | 3                                                | Shawn Mendes & Camila Cabello                    | Señorita Shawn Mendes, Camila Cabello, Andrew Wotman, Benjamin Levin, Ali Tamposi, Charlotte Emma Aitchison, Jack Patterson, Magnus August Høiberg | –                         |
| 5. Oktober 2019 – 31. Januar 2020 17 Wochen | 17                                               | Tones and I                                      | Dance Monkey Toni Watson | –                         |

### Alben
| ← 2018 ← | Liste der Nummer-eins-Hits in Belgien (Wallonie) | Liste der Nummer-eins-Hits in Belgien (Wallonie) | Liste der Nummer-eins-Hits in Belgien (Wallonie) | 2020 →                    |
| \| Zeitraum \| Wo. ges. \| Interpret \| Titel \| Zusätzliche Informationen \| \| (Zeitraum, Wochen auf Platz eins, Interpret, Titel, zusätzliche Informationen) \| \| \| \| \| \| ------------------------------------------------------------------------------ \| -------- \| ------------------------------------------------ \| ------------------------------------- \| ------------------------- \| \| 24. November 2018 – 11. Januar 2019 7 Wochen (insgesamt 10) \| 10 \| Johnny Hallyday \| Mon pays c’est l’amour \| – \| \| 12. Januar 2019 – 15. März 2019 9 Wochen (insgesamt 28) \| 28 \| Angèle \| Brol \| – \| \| 16. März 2019 – 29. März 2019 2 Wochen \| 2 \| Les Enfoirés \| 2019: Le monde des Enfoirés \| – \| \| 30. März 2019 – 12. April 2019 2 Wochen \| 2 \| Ninho \| Destin \| – \| \| 13. April 2019 – 19. April 2019 1 Woche \| 1 \| PNL \| Deux frères \| – \| \| 20. April 2019 – 3. Mai 2019 2 Wochen \| 2 \| Roméo Elvis \| Chocolat \| – \| \| 4. Mai 2019 – 24. Mai 2019 3 Wochen \| 3 \| M. Pokora \| Pyramide \| – \| \| 25. Mai 2019 – 7. Juni 2019 2 Wochen \| 2 \| Rammstein \| Unbetitelt \| – \| \| 8. Juni 2019 – 14. Juni 2019 1 Woche (insgesamt 28) \| 28 \| Angèle \| Brol \| – \| \| 15. Juni 2019 – 12. Juli 2019 4 Wochen \| 4 \| Nekfeu \| Les étoiles vagabondes \| – \| \| 13. Juli 2019 – 19. Juli 2019 1 Woche (insgesamt 28) \| 28 \| Angèle \| Brol \| – \| \| 20. Juli 2019 – 26. Juli 2019 1 Woche \| 1 \| Ed Sheeran \| No.6 Collaborations Project \| – \| \| 27. Juli 2019 – 16. August 2019 3 Wochen (insgesamt 28) \| 28 \| Angèle \| Brol \| – \| \| 17. August 2019 – 23. August 2019 1 Woche \| 1 \| Slipknot \| We Are Not Your Kind \| – \| \| 24. August 2019 – 30. August 2019 1 Woche (insgesamt 28) \| 28 \| Angèle \| Brol \| – \| \| 31. August 2019 – 13. September 2019 2 Wochen (insgesamt 10) \| 10 \| Vitaa & Slimane \| VersuS \| – \| \| 14. September 2019 – 20. September 2019 1 Woche \| 1 \| Niska \| Mr Sal \| – \| \| 21. September 2019 – 27. September 2019 1 Woche \| 1 \| Jean-Baptiste Guegan \| Puisque c’est écrit \| – \| \| 28. September 2019 – 18. Oktober 2019 3 Wochen (insgesamt 10) \| 10 \| Vitaa & Slimane \| VersuS \| – \| \| 19. Oktober 2019 – 25. Oktober 2019 1 Woche \| 1 \| Vald \| Ce monde est cruel \| – \| \| 26. Oktober 2019 – 1. November 2019 1 Woche \| 1 \| Mylène Farmer \| Live 2019 \| – \| \| 2. November 2019 – 15. November 2019 2 Wochen \| 2 \| Johnny Hallyday \| Johnny \| – \| \| 16. November 2019 – 22. November 2019 1 Woche \| 1 \| Jacques Dutronc, Johnny Hallyday & Eddy Mitchell \| Les vieilles canailles – L’album live \| – \| \| 23. November 2019 – 29. November 2019 1 Woche \| 1 \| Céline Dion \| Courage \| – \| \| 30. November 2019 – 6. Dezember 2019 1 Woche \| 1 \| Coldplay \| Everyday Life \| – \| \| 7. Dezember 2019 – 13. Dezember 2019 1 Woche \| 1 \| Renaud \| Les mômes et les enfants d’abord \| – \| \| 14. Dezember 2019 – 17. Januar 2020 5 Wochen (insgesamt 28) \| 28 \| Angèle \| Brol \| – \| |                                                  |                                                  |                                                  |                           |
| ← 2018 |                                                  |                                                  |                                                  | → 2020 →                  |
| Zeitraum | Wo. ges.                                         | Interpret                                        | Titel                                            | Zusätzliche Informationen |
| (Zeitraum, Wochen auf Platz eins, Interpret, Titel, zusätzliche Informationen) |                                                  |                                                  |                                                  |                           |
| 24. November 2018 – 11. Januar 2019 7 Wochen (insgesamt 10) | 10                                               | Johnny Hallyday                                  | Mon pays c’est l’amour                           | –                         |
| 12. Januar 2019 – 15. März 2019 9 Wochen (insgesamt 28) | 28                                               | Angèle                                           | Brol                                             | –                         |
| 16. März 2019 – 29. März 2019 2 Wochen | 2                                                | Les Enfoirés                                     | 2019: Le monde des Enfoirés                      | –                         |
| 30. März 2019 – 12. April 2019 2 Wochen | 2                                                | Ninho                                            | Destin                                           | –                         |
| 13. April 2019 – 19. April 2019 1 Woche | 1                                                | PNL                                              | Deux frères                                      | –                         |
| 20. April 2019 – 3. Mai 2019 2 Wochen | 2                                                | Roméo Elvis                                      | Chocolat                                         | –                         |
| 4. Mai 2019 – 24. Mai 2019 3 Wochen | 3                                                | M. Pokora                                        | Pyramide                                         | –                         |
| 25. Mai 2019 – 7. Juni 2019 2 Wochen | 2                                                | Rammstein                                        | Unbetitelt                                       | –                         |
| 8. Juni 2019 – 14. Juni 2019 1 Woche (insgesamt 28) | 28                                               | Angèle                                           | Brol                                             | –                         |
| 15. Juni 2019 – 12. Juli 2019 4 Wochen | 4                                                | Nekfeu                                           | Les étoiles vagabondes                           | –                         |
| 13. Juli 2019 – 19. Juli 2019 1 Woche (insgesamt 28) | 28                                               | Angèle                                           | Brol                                             | –                         |
| 20. Juli 2019 – 26. Juli 2019 1 Woche | 1                                                | Ed Sheeran                                       | No.6 Collaborations Project                      | –                         |
| 27. Juli 2019 – 16. August 2019 3 Wochen (insgesamt 28) | 28                                               | Angèle                                           | Brol                                             | –                         |
| 17. August 2019 – 23. August 2019 1 Woche | 1                                                | Slipknot                                         | We Are Not Your Kind                             | –                         |
| 24. August 2019 – 30. August 2019 1 Woche (insgesamt 28) | 28                                               | Angèle                                           | Brol                                             | –                         |
| 31. August 2019 – 13. September 2019 2 Wochen (insgesamt 10) | 10                                               | Vitaa & Slimane                                  | VersuS                                           | –                         |
| 14. September 2019 – 20. September 2019 1 Woche | 1                                                | Niska                                            | Mr Sal                                           | –                         |
| 21. September 2019 – 27. September 2019 1 Woche | 1                                                | Jean-Baptiste Guegan                             | Puisque c’est écrit                              | –                         |
| 28. September 2019 – 18. Oktober 2019 3 Wochen (insgesamt 10) | 10                                               | Vitaa & Slimane                                  | VersuS                                           | –                         |
| 19. Oktober 2019 – 25. Oktober 2019 1 Woche | 1                                                | Vald                                             | Ce monde est cruel                               | –                         |
| 26. Oktober 2019 – 1. November 2019 1 Woche | 1                                                | Mylène Farmer                                    | Live 2019                                        | –                         |
| 2. November 2019 – 15. November 2019 2 Wochen | 2                                                | Johnny Hallyday                                  | Johnny                                           | –                         |
| 16. November 2019 – 22. November 2019 1 Woche | 1                                                | Jacques Dutronc, Johnny Hallyday & Eddy Mitchell | Les vieilles canailles – L’album live            | –                         |
| 23. November 2019 – 29. November 2019 1 Woche | 1                                                | Céline Dion                                      | Courage                                          | –                         |
| 30. November 2019 – 6. Dezember 2019 1 Woche | 1                                                | Coldplay                                         | Everyday Life                                    | –                         |
| 7. Dezember 2019 – 13. Dezember 2019 1 Woche | 1                                                | Renaud                                           | Les mômes et les enfants d’abord                 | –                         |
| 14. Dezember 2019 – 17. Januar 2020 5 Wochen (insgesamt 28) | 28                                               | Angèle                                           | Brol                                             | –                         |

### Jahreshitparaden
| ← 2018 ← | Liste der Nummer-eins-Hits in Belgien (Wallonie) | Liste der Nummer-eins-Hits in Belgien (Wallonie) | Liste der Nummer-eins-Hits in Belgien (Wallonie) | 2020 →   |
| \| Singles \| Position# \| Alben \| \| -------------------------------------------------------------------------------------------------------------------------------------------------------------------------------- \| --------- \| ----------------------------- \| \| Old Town Road Lil Nas X Montero Hill, Trent Reznor, Atticus Ross \| 1 \| Brol Angèle \| \| Balance ton quoi Angèle Angèle Van Laeken, Tristan Salvati \| 2 \| Deux frères PNL \| \| Someone You Loved Lewis Capaldi \| 3 \| Johnny Johnny Hallyday \| \| Tout oublier Angèle feat. Roméo Elvis Angèle Van Laeken, Roméo Elvis, Tristan Salvati \| 4 \| Jeannine Lomepal \| \| Giant Calvin Harris & Rag ’n’ Bone Man Adam Wiles, Rory Graham, Jamie Hartman, Troy Miller \| 5 \| Pyramide M. Pokora \| \| Bad Guy Billie Eilish Billie O’Connell, Finneas O’Connell \| 6 \| VersuS Vitaa & Slimane \| \| Señorita Shawn Mendes & Camila Cabello Shawn Mendes, Camila Cabello, Andrew Wotman, Benjamin Levin, Ali Tamposi, Charlotte Emma Aitchison, Jack Patterson, Magnus August Høiberg \| 7 \| Chocolat Roméo Elvis \| \| Sweet but Psycho Ava Max , William Lobban Bean, Andreas Andersen Haukeland, Madison Love, Henry Walter \| 8 \| Destin Ninho \| \| Dance Monkey Tones and I Toni Watson \| 9 \| Les étoiles vagabondes Nekfeu \| \| I Don’t Care Ed Sheeran & Justin Bieber Ed Sheeran, Justin Bieber, Max Martin, Shellback, Poo Bear, Fred Gibson \| 10 \| Phoenix Soprano \| |                                                  |                                                  |                                                  |          |
| ← 2018 |                                                  |                                                  |                                                  | → 2020 → |
| Singles | Position#                                        | Alben                                            |                                                  |          |
| Old Town Road Lil Nas X Montero Hill, Trent Reznor, Atticus Ross | 1                                                | Brol Angèle                                      |                                                  |          |
| Balance ton quoi Angèle Angèle Van Laeken, Tristan Salvati | 2                                                | Deux frères PNL                                  |                                                  |          |
| Someone You Loved Lewis Capaldi | 3                                                | Johnny Johnny Hallyday                           |                                                  |          |
| Tout oublier Angèle feat. Roméo Elvis Angèle Van Laeken, Roméo Elvis, Tristan Salvati | 4                                                | Jeannine Lomepal                                 |                                                  |          |
| Giant Calvin Harris & Rag ’n’ Bone Man Adam Wiles, Rory Graham, Jamie Hartman, Troy Miller | 5                                                | Pyramide M. Pokora                               |                                                  |          |
| Bad Guy Billie Eilish Billie O’Connell, Finneas O’Connell | 6                                                | VersuS Vitaa & Slimane                           |                                                  |          |
| Señorita Shawn Mendes & Camila Cabello Shawn Mendes, Camila Cabello, Andrew Wotman, Benjamin Levin, Ali Tamposi, Charlotte Emma Aitchison, Jack Patterson, Magnus August Høiberg | 7                                                | Chocolat Roméo Elvis                             |                                                  |          |
| Sweet but Psycho Ava Max , William Lobban Bean, Andreas Andersen Haukeland, Madison Love, Henry Walter | 8                                                | Destin Ninho                                     |                                                  |          |
| Dance Monkey Tones and I Toni Watson | 9                                                | Les étoiles vagabondes Nekfeu                    |                                                  |          |
| I Don’t Care Ed Sheeran & Justin Bieber Ed Sheeran, Justin Bieber, Max Martin, Shellback, Poo Bear, Fred Gibson | 10                                               | Phoenix Soprano                                  |                                                  |          |